# Pseudolichas superbus
Pseudolichas superbus is een keversoort uit de familie withaarkevers (Dascillidae). De wetenschappelijke naam van de soort is voor het eerst geldig gepubliceerd in 1907 door Pic.